# Давид Мария из Бергамо
Давид Мария из Бергамо (итал. Davide Maria da Bergamo), или Феличе Моретти (итал. Felice Moretti; 21 января 1791 года, Дзаника, республика Венеция — 24 июля 1863 года, Пьяченца, королевство Италия) — итальянский композитор и органист. Монах-францисканец.

## Биография
Феличе Моретти родился 21 января 1791 года в Дзанике, в провинции Бергамо, в республике Венеция в семье Джакомо Антонио Моретти и Терезы Бордони. Вскоре после его рождения, родители переехали в Бергамо.
В 1806 году в Бергамо была основана  Благотворительная музыкальна школа Иоганна Симона Майра. Феличе Моретти учился в ней музыке вместе с Джованни Баттистой Рубини, Доменико Донцелли и Гаэтано Доницетти, которые стали его друзьями.
В 1808 году он также брал уроки у Антонио Гонсалеса, известного клавесиниста и органиста церкви Санта Мария Маджоре в Бергамо. Завершив образование, стал органистом в Торре-Больдоне. Ещё во время учебы в Бергамо подружился с шестью братьями Серасси, принадлежавшими к известной династии мастеров-органистов. В 1818 году, поступив органистом в монастырь францисканцев-реформатов в Гандино, обратился с просьбой о монашеском постриге и в июле того же года вступил в Орден Братьев Меньших Реформатов в Пьяченце в монастыре Санта-Мария-ди-Кампанья. Год спустя, 26 июля 1819 года, послушник Феличе Моретти принёс вечные монашеские обеты и принял имя Давида Марии.
После пострига изучал философию, богословие, 24 октября 1819 года в Понтремоли в епархии Масса-Каррара был рукоположен в сан священника. На протяжении тридцати с небольшим лет служил священником в базилике Санта-Мария-ди-Кампанья в Пьяченце, где по его проекту братьями Сессари был построен большой орган. Приобрёл известность, как органист и композитор, писавший сочинения для органа.
24 июля 1863 года падре Давид Мария, длительное время страдавший от астмы, умер в монастыре Санта-Мария-ди-Кампанья, окруженный братьями-монахами. На похоронах композитора присутствовали многие артисты того времени и большое число прихожан.

## Творческое наследие
Творческое наследие композитора включает многочисленные сочинения органной музыки: симфонии, концерты для органа и других инструментов, фантазии, анданте и адажио, пасторали, марши, сонаты, мессы, вечерни, священные гимны и песнопения на торжества Рождества и Страстной седмицы. Всего около 2 400 — 2 600 произведений. Известно, что многие свои сочинения падре Давид Мария, исполнив два-три раза, уничтожал, недовольный их композицией.